# 東哲郎
東 哲郎（ひがし てつろう、1949年8月28日 - ）は、日本の実業家。東京エレクトロン代表取締役会長兼社長兼最高経営責任者、SEMI国際役員会会長、日本半導体製造装置協会会長、日本取締役協会副会長などを歴任した。

## 人物・経歴
東京都中野区野方生まれ。父は中国史学者の東一夫東京学芸大学名誉教授。母は島津氏に連なる家系で、母の従兄にNHK会長などを務めた古垣鉄郎がいた。
東京学芸大学附属高等学校を経て、1973年国際基督教大学教養学部社会科学科卒業。1977年東京都立大学大学院社会科学研究科修士課程修了、東京エレクトロン研究所（現東京エレクトロン）入社。
モトローラ営業部長、拡散システム部長、SPE2事業部長を経て、1990年取締役。1996年代表取締役社長。2003年代表取締役会長。2004年取締役会長。2005年に代表取締役会長兼最高経営責任者に復帰しリーマン・ショック後の危難への対処を行った。2011年取締役会長。2013年代表取締役会長兼社長兼最高経営責任者。2015年代表取締役社長兼最高経営責任者。
この間2004年から2005年までSEMI国際役員会会長、2005年から2011年まで日本半導体製造装置協会会長。2015年度ボブ・グラハム記念SEMI セールス・アンド・マーケティング・エクセレンス賞受賞。2016年東京エレクトロン取締役相談役。2018年セブン&アイ・ホールディングス取締役。2019年宇部興産取締役、野村不動産ホールディングス取締役。日本取締役協会副会長等も歴任した。2020年旭日重光章受章。2023年Rapidus会長。